# Magnus Christensen
Magnus Christensen (født 20. august 1997 i Frederikshavn, Danmark) er en dansk fodboldspiller, der spiller på den centrale midtbane for den norske klub Haugesund

## Karriere

### AaB
Christensen skiftede i en alder af 13 år fra Bangsbo Freja til AaB.
Christensen avancerede som 18-årig til klubbens førstehold den 10. juni 2016 og skrev i samme ombæring under på en seniorkontrakt med AaB, som han under et halvt år senere, den 23. november, forlængede frem til 30. juni 2020.
Christensen fik sin debut for AaB den 24. juli 2016, da han erstattede Casper Sloth i det 70. minut i 1-0-sejren over Randers FC.